# Texananus biacus
Texananus biacus är en insektsart som beskrevs av Delong 1939. Texananus biacus ingår i släktet Texananus och familjen dvärgstritar. Inga underarter finns listade i Catalogue of Life.